# Garfunkel and Oates
Garfunkel and Oates ist ein amerikanisches Comedy-Folk-Pop-Duo, bestehend aus Riki Lindhome („Garfunkel“) und Kate Micucci („Oates“), die in ihren Liedern gesellschaftliche Verhältnisse satirisch verarbeiten.

## Geschichte
Die Band wurde 2007 gegründet, nachdem die beiden Musikerinnen gemeinsam Stücke für Lindhomes Kurzfilm Imaginary Larry komponiert hatten. Der Bandname ist eine Anspielung auf Art Garfunkel und John Oates, „zwei berühmte zweite Geigen des Rock-and-Rolls“ (“two famous rock-and-roll second bananas”). Im Januar 2009 erschien mit Music Songs die erste EP des Duos.
Im Februar 2009 erlangte ihr Song Fuck You Bekanntheit, nachdem er in der Sitcom Scrubs, in der Kate Micucci auch in einer Nebenrolle spielte, zu hören war. Mit ihrem zweiten Album Slippery When Moist, das Anfang 2012 erschien, gelang es ihnen, Platz 10 der amerikanischen Comedy-Billboard-Charts zu erreichen. Im Juni 2013 erschien als erste Vorschau auf das geplante Album der Band der Song The Loophole, der sich mit dem vorehelichen Keuschheitsgelübde christlicher Jugendlicher auseinandersetzt.
Im August 2014 startete die ebenfalls Garfunkel and Oates genannte Comedyserie auf dem amerikanischen Fernsehsender IFC. Die Serie, in der Lindhome und Micucci überspitzte Versionen ihrer selbst spielen, erzählt (ähnlich der HBO-Serie Flight of the Conchords) von dem Versuch der beiden Musikerinnen in Los Angeles Karriere zu machen. Die Serie endete nach nur einer Staffel mit zehn Folgen.
Anfang 2019 veröffentlichte das Duo einen Tween Dream Remix des Liedes Everything Is Awesome aus The LEGO Movie für dessen Fortsetzung The LEGO Movie 2.

## Diskografie

### Alben
- 2011: All Over Your Face (No One Buys Records)
- 2012: Slippery When Moist (No One Buys Records)
- 2015: Secretions (No One Buys Records)

### EPs
- 2009: Music Songs

### Singles
- 2009: Present Face
- 2019: Everything Is Awesome (Tween Dream Remix, mit Eban Schletter)

### Karaoke-Alben
- 2011: All Over Your Face (Karaoke)
- 2012: Slippery When Moist (Karaoke)
- 2015: Secretions (Karaoke!)